# Línea G4 (Montevideo)
La línea G4 fue una línea de transporte local y alimentadora de la Terminal Colón de Montevideo unía la Terminal Colón con Aviación Civil,

## Características
Fue creada en diciembre de 2012 junto con la inauguración de la terminal Colón y fue operada la compañía Cutcsa en conjunto con la cooperativa Ucot, quien en 2015 abandonó su operación, quedando Cutcsa como única operadora hasta la disolución de esta línea.

Prestaba servicios los fines de semana a modo de sustituir el servicio de la línea 148, entre la Terminal Colón y Aviación Civil. Fue suprimida en 2015 debido a su baja rentabilidad. 

## Recorridos
Circulaba por los barrios Colón, Lezica y la localidad de Melilla
| Ida hacia Aviación - Andén 5 (Terminal Colón) - Camino Colman - Corredor Garzón - Avenida Lezica - Camino Melilla - (Aeropuerto de Melilla) Ida hacia Melilla y Fauquet - Ruta anterior - Camino Melill - Camino Fauquet, terminal. | Vuelta de aviación - (Aeropuerto de Melilla) - Camino Melilla - Avenida Lezica - Calderón de la Barca - Corredor Garzón - Camino Colman - Andén 7 (Terminal Colón) Vuelta de Fauquet - Fauquet - Camino Fauquet - Camino Melilla - Avenida Lezica - Calderón de la Barca - Corredor Garzón - Camino Colman - Andén 7 (Terminal Colón) |